# Bauhinia
Баугінія (Bauhinia) — рід рослин родини бобові (Fabaceae). Нараховує більше ніж 200 видів з переважно тропічним ареалом (Індія, В'єтнам та Південно-східний Китай).

## Назва
Рід лат. Bauhinia названо на честь швейцарських ботаніків Jean Bauhin (1541—1612) та Gaspard Bauhin (1560—1624).
В англійській мові поширена назва англ. dwarf  white orchid tree (карликове біле орхідейне дерево).

## Практичне використання
Багато видів Bauhinia вирощують задля красивих квітів. Наприклад Bauhinia galpinii, Bauhinia variegata, Bauhinia purpurea та Bauhinia acuminata.